# إميليو ألداما
إميليو ألداما (بالإسبانية: Emilio Aldama)‏ هو مدرب كرة قدم ولاعب كرة قدم باراغواياني في مركز الدفاع، ولد في 21 يونيو 1977 في أسونسيون في باراغواي. لعب مع بريزيدينتي هاييس ونادي جوزتيبي وناسيونال أسونسيون.